# ジェローム・ティオン
ジェローム・ティオン（Jérôme Thion、1977年12月2日-）はフランス、サンリス（ピカルディ地方）出身のラグビー選手。ロックとして、ビアリッツ・オランピックおよびフランス代表でプレーしている。

## 人物
ポーでバスケットボールをやった後、15人制ラグビーに転向。その6年後、フランス代表にデビューする。
2005年、ビアリッツ・オランピックでフランス選手権（現Top14）優勝を果たす。そのとき、怪我をおして決勝に出場した。決勝と同時期に行われた代表のツアーには参加しなかったが、秋のツアーに参加し、オーストラリア戦で負傷したファビアン・プルースに代わってキャプテンを務めた。ツアーはオーストラリアと南アフリカを含めた4チームを相手に勝利を収めた。

## キャリア

### クラブ
- -1999     ラシン・メトロ92（パリ郊外）
- 1999-2001 ASモンフェラン（クレルモン＝フェラン）
- 2001-2003 USAペルピニャン
- 2003-     ビアリッツ・オランピック

### フランス代表
2003年6月14日のアルゼンチン戦で初セレクション。

## タイトル

### クラブ
- フランス選手権（現Top14）優勝 : 2005、2006。
- ユースのフランス選手権優勝：2001。

### フランス代表
- 2003年より42セレクション。
- 1トライ、5得点。
- 2005年にキャプテンを3回務める。
- 年ごとのセレクション : 9(2003)、3(2004)、9(2005)、7(2006)、14(2007)。
- シックス・ネイションズ優勝：2006、2007。

### ワールドカップ
- 2003年 : 4セレクション （フィジー, スコットランド, アイルランド, イングランド）。
- 2007年 : 6セレクション（アルゼンチン、アイルランド、グルジア、ニュージーランド、イングランド、アルゼンチン（三位決定戦））。